# Airlie Beach
Airlie Beach ist ein Touristenort in Australien mit 1312 Einwohnern. Es liegt an der Ostküste Australiens im Bundesstaat Queensland zwischen Cairns und Brisbane. In unmittelbarer Nähe befinden sich die Whitsunday Islands und das Great Barrier Reef. Airlie Beach liegt in etwa auf demselben Breitengrad wie Tahiti und besticht durch sein angenehm tropisches Klima. Der Ort befindet sich im lokalen Verwaltungsgebiet (LGA) Whitsunday Region.

## Wirtschaft

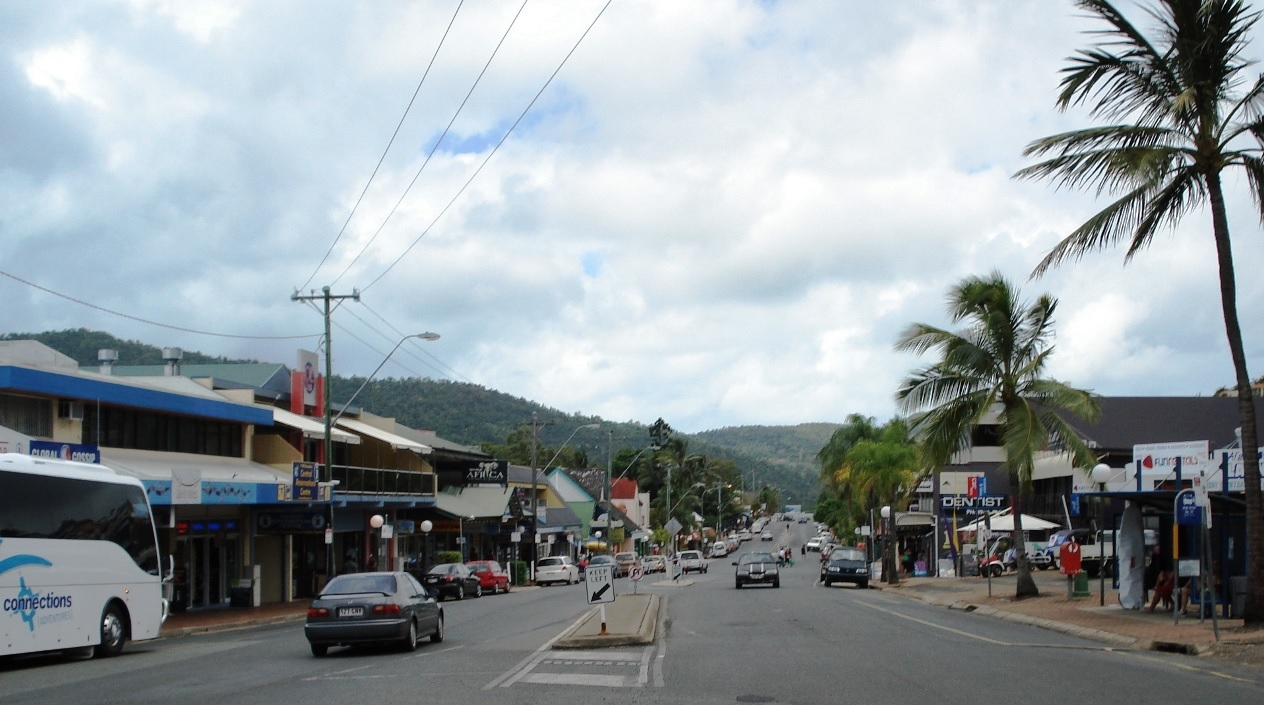
Ansicht der touristisch geprägten "Airlie Main St."

Die Wirtschaft Airlie Beachs beruht hauptsächlich auf dem Tourismus. In der Stadt befinden sich viele Unterkunftsmöglichkeiten für jedes Budget. Doch die dominierende Gruppe sind die Rucksacktouristen. Entlang der Hauptstraße befinden sich unzählige Reisebüros die eintägige- oder auch mehrtägige Segeltrips zu den Inseln anbieten. Auch nutzen viele Leute die Möglichkeit, hier tauchen zu lernen.

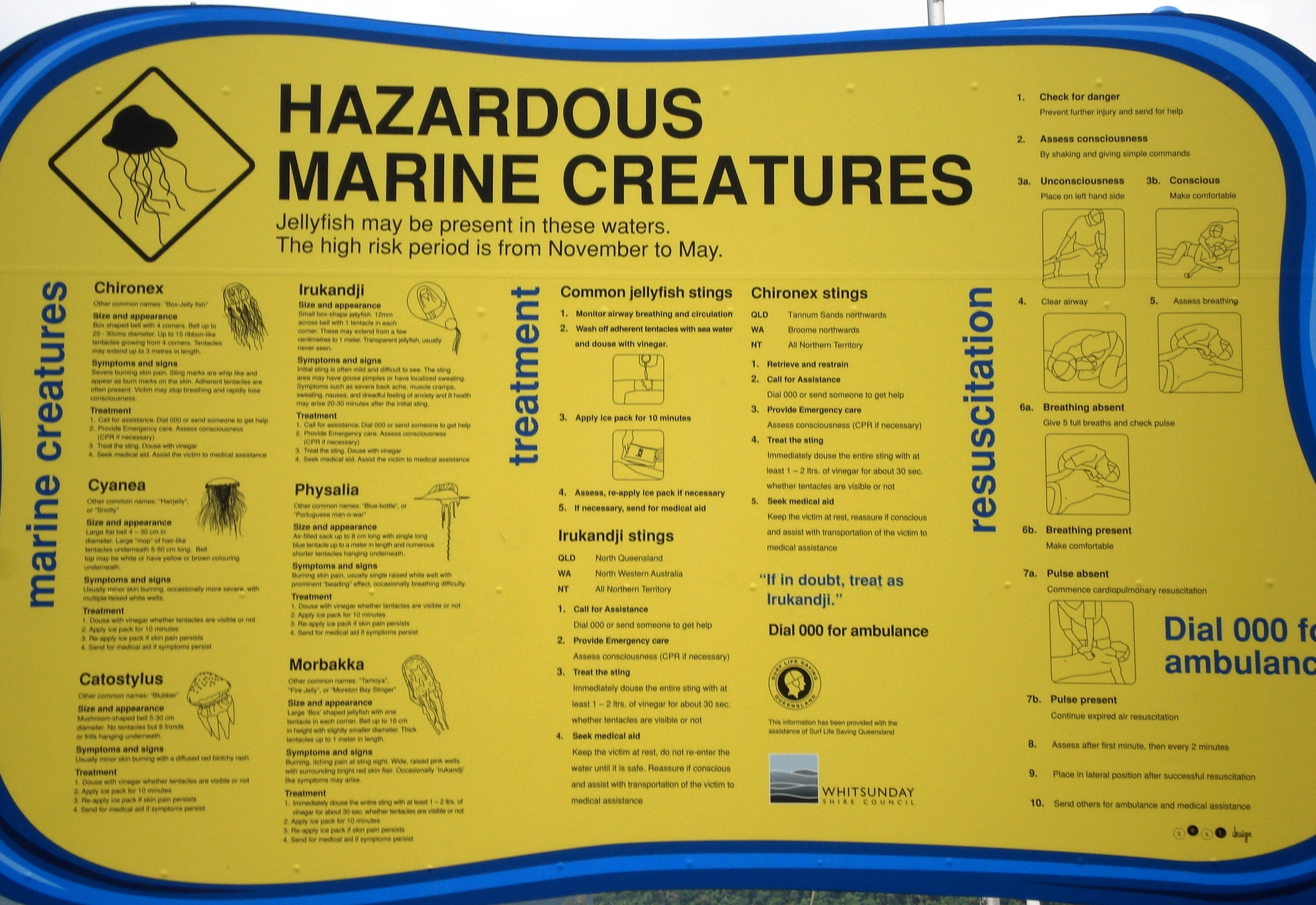
Informationstafel zu giftigen (Würfel-)Quallen (u. a. Chironex fleckeri / Morbakka fenneri / Carukia barnesi = "Irukandji") und der Behandlung (in Airlie Beach / Australien)

Das Betreten des Meeres ist in Airlie Beach allerdings mit besonderen Gefahren verbunden. Wegen verschiedener schon bei Berührung lebensgefährlichen Quallen ist ein Neopren-Anzug / Stinger Suit beim Baden und Tauchen erforderlich. Damit Einwohner und Touristen auch ohne Anzug baden können, hat die Stadt einen großen Pool an den Strand gebaut.

## Verkehr
Airlie Beach befindet sich zirka 30 Kilometer östlich des Bruce Highways. Eine Abzweigung vom Bruce Highway befindet sich in der Stadt Proserpine.
In Proserpine befindet sich der nächstgelegene Bahnhof. Von hier verkehren beinahe täglich Züge Richtung Cairns oder Brisbane, unter anderem der berühmte Sunlander von Brisbane nach Cairns. Es gibt auch Shuttlebusverbindungen von und nach Airlie Beach für jeden eintreffenden Zug. Whitsunday Transit bietet zwischen Cannonvale und Shute Harbour eine halbstündliche Busverbindung an. Es gibt bis nach Proserpine mehrmals täglich eine Busverbindung. Die Zug- und Busverbindungen sind aufeinander abgestimmt.
Der Flughafen von Airlie Beach, der Whitsunday Coast Airport, befindet sich zirka 40 Kilometer westlich von Airlie Beach. Von hier gibt es regelmäßige Flugverbindungen nach Brisbane, Melbourne und Sydney. Für den regionalen Flugverkehr zwischen den Inseln und Airlie Beach oder für Rundflüge über das Great Barrier Reef oder die Whitsundays bietet sich der zwischen Airlie Beach und Shute Harbour gelegene Flugplatz Whitsunday Airport an. Auch ist dies der beste Weg das berühmte Heart Reef zu überfliegen.